# Dominicanessen
De dominicanessen, jacobinessen of predikherinnen vormen een kloosterorde van monialen die naar kerkelijk recht onder clausuur leven. Deze contemplatieve gemeenschappen bestaan naast dominicaanse zustercongregaties die zich meer richten op diaconie (ziekenzorg, onderwijs en reclassering) en samenwerken via Dominican Sisters International.

## Geschiedenis
In 1207 stichtte de Spaanse seculiere kanunnik Dominicus Guzmán een monialenklooster te Prouille in de Languedoc. In 1212 ontvingen zij een eerste leefregel en in 1215 volgde de goedkeuring door paus Innocentius III, nog vóór de goedkeuring van de mannenorde der dominicanen door paus Honorius III in 1216. De monialen volgen net als de monniken de kloosterregel van Augustinus van Hippo en zij hebben daarnaast eigen constituties. Ieder klooster is onafhankelijk, maar in Frankrijk en Spanje bestaan er wel kloosterfederaties.
In de Nederlanden werden verschillende dominicanessenkloosters gesticht:
- 1262: eerste gemeenschap in de Brusselse Priorij Hertoginnedal;
- 1284: klooster Engelendale in Brugge;
- 1399: eerste klooster in de Noordelijke Nederlanden in Wijk bij Duurstede;
- 1654: dominicanessenklooster (Leuven) met vanaf 1858 een doorstart in Priorij Terbank.

Vanaf 1780 werden (vooral contemplatieve) kloosters in de Nederlanden gesloten ten gevolge van het jozefinisme. De dominicanessen herleefden vanaf midden 19de eeuw:
- 1860: dominicanessen van St Cecilia gesticht in Nashville (Tennessee) met een Nederlandse afdeling in Sittard;[2]
- 1866: dominicanessen van Onze-Lieve-Vrouw van de Rozenkrans te Lubbeek;
- 1880: dominicanessen van de Altijddurende Rozenkrans in Peruwelz, Leuven, Rouen, Baltimore, Hoboken, Dinant, Gent, Hoei en sinds 1926 in hun eigen dominicanessenklooster Herne;
- 1885: het klooster van tertiarissen dominicanessen van de Duitse congregatie van Arenberg in Venlo werd monialenklooster, het verhuisde later naar Nijmegen;
- 1914: dominicanessen van Bethanië komen aan in Venlo en ontwikkelen jeugdzorg in Brabant en Limburg (ook in België).[3]

Daarnaast telt Nederland nog dominicaanse congregaties in Voorschoten en Neerbosch. In 1971 verviel officieel de aanduiding Tweede Orde van Dominicus.